# Pițigoi
Pițigoii, sau paridele (Paridae), sunt o familie de păsări arboricole insectivore paseriforme larg răspândite în Eurasia, America de Nord, Africa. Preferă pădurile, parcurile, livezile și grădinile cu pomi fructiferi, și numai puține trăiesc prin tufișuri. De obicei sunt sedentare, dar unele specii se deplasează spre sud sau vest în unii ani. În afara perioadei de cuibărit, adeseori formează stoluri mixte, hoinărind din loc în loc, asociindu-se uneori și cu țicleni, cojoaice și aușei. Sunt păsări vioaie, veșnic în mișcare.

## Descriere
Cu excepția celor trei genuri monotipice Sylviparus, Melanochlora și Pseudopodoces, pițigoii sunt extrem de asemănători ca aspect și au fost descriși ca „una dintre cele mai conservatoare familii de păsări în ceea ce privește morfologia generală”. Lungimea corporală tipică a membrilor adulți ai familiei este între 10 și 16 cm; când sunt adăugate genurile monotipice, acest interval este de la 9 la 21 cm. În greutate, familia variază de la 5 la 49 g. Majoritatea variațiilor din cadrul familiei sunt în penaj și în special în culoare.
Au corpul sferic, acoperit cu penaj des și moale, cu picioare și unghii puternice, care le permit cățăratul pe arbori. Ciocul este conic, subțire. Speciile mai insectivore au ciocuri mai fine, în timp ce cele care consumă mai multe semințe au ciocuri mai robuste. Sexele sunt asemănătoare, iar juvenilii destul de asemănători cu adulții. 

## Comportament
Pițigoii nu-și clădesc singuri cuibul, ci cuibăresc în scorburi de arbori, în crăpături de stânci și de ziduri sau în cuiburi părăsite de alte păsări. Cuibăresc cu încredere în cuiburile artificiale ce li se pun la dispoziție. Pițigoii sunt păsări prolifice depunând multe ouă, uneori câte 15-16 ouă într-o pontă. Adesea depun 2 ponte pe an. Ouăle sunt clocite de femelă, puii sunt hrăniți de ambii părinți. 
Hrana este formată din insecte, larve, pupe sau ouă de insecte, pe care le culeg de pe ramuri, frunze, trunchiuri, fapt pentru care iau cele mai diverse poziții în cățăratul lor. Iarna consumă și boabe de semințe; unele specii fac în acest scop provizii pentru sezonul rece. Prin regimul lor de hrană, sunt păsări folositoare omului, în preajma căruia trăiesc. 
Familia paridelor include 14 genuri și 60 specii. În România au fost înregistrate 8 specii: pițigoiul albastru, pițigoiul azuriu, pițigoiul moțat, pițigoiul mare, pițigoiul de brădet, pițigoiul de livadă, pițigoiul de munte, pițigoiul sur, iar în Republica Moldova 6 specii:  pițigoiul mare, pițigoiul de brădet, pițigoiul albastru, pițigoiul sur, pițigoiul de munte, pițigoiul moțat. Speciile din alte 3 familii de păsări sunt numite tot pițigoi: pițigoiul pungar sau boicușul (familia Remizidae), pițigoiul codat (familia Aegithalidae), pițigoiul de stuf (familia Panuridae).

## Sistematica
Familia paridelor conține 14 genuri și 60 de specii:
| Imagine | Gen                                  | Specie |
| ------- | ------------------------------------ | --- |
|         | Cephalopyrus Bonaparte, 1854         | - Pițigoi cu creștet roșu Cephalopyrus flammiceps |
|         | Sylviparus Burton, 1836              | - Pițigoi cu sprâncene galbene, Sylviparus modestus |
|         | Melanochlora Lesson, 1839            | - Pițigoi sultan, Melanochlora sultanea |
|         | Periparus Sélys Longchamps, 1884     | - Pițigoi cu ceafă roșcată, Periparus rufonuchalis - Pițigoi cu târtiță roșcată, Periparus rubidiventris - Pițigoi de brădet, Periparus ater |
|         | Pardaliparus Sélys Longchamps, 1884  | - Pițigoi cu burtă galbenă, Pardaliparus venustulus - Pițigoi elegant, Pardaliparus elegans - Pițigoi de Palawan, Pardaliparus amabilis |
|         | Lophophanes Kaup, 1829               | - Pițigoi moțat, Lophophanes cristatus - Pițigoi cu creastă cenușie, Lophophanes dichrous |
|         | Baeolophus Cabanis, 1850             | - Pițigoi arlechin, Baeolophus wollweberi - Pițigoi de stejar, Baeolophus inornatus - Pițigoi de ienupăr, Baeolophus ridgwayi - Pițigoi bicolor, Baeolophus bicolor - Pițigoi cu creastă neagră, Baeolophus atricristatus |
|         | Sittiparus Selys-Longchamps, 1884    | - Pițigoi japonez, Sittiparus varia - Pițigoiul lui Owston, Sittiparus owstoni - Pițigoi de Iriomote, Sittiparus olivaceus - Pițigoi cu burtă castanie, Sittiparus castaneoventris - Pițigoi cu frunte albă, Sittiparus semilarvatus |
|         | Poecile Kaup, 1829                   | - Pițigoi cu sprânceană albă, Poecile superciliosus - Pițigoi de livadă, Poecile lugubris - Pițigoi cu pieptul ruginiu, Poecile davidi - Pițigoi sur, Poecile palustris - Pițigoi caspic, Poecile hyrcanus - Pițigoi cu bavetă neagră, Poecile hypermelaenus - Pițigoi de munte, Poecile montanus - Pițigoiul Weigold Poecile weigoldicus - Pițigoi de Carolina, Poecile carolinensis - Pițigoi cu cap negru, Poecile atricapillus - Pițigoiul lui Gambel, Poecile gambeli - Pițigoi mexican, Poecile sclateri - Pițigoi siberian, Poecile cinctus - Pițigoi de taiga, Poecile hudsonicus - Pițigoi cu spate castaniu, Poecile rufescens |
|         | Cyanistes Kaup, 1829                 | - Pițigoi albastru african, Cyanistes teneriffae (anterior inclus în C. caeruleus) - Pițigoi albastru, Cyanistes caeruleus - Pițigoi azuriu, Cyanistes cyanus |
|         | Pseudopodoces Zarudny & Loudon, 1902 | - Pițigoi de sol, Pseudopodoces humilis (previously "Hume's ground jay" in crow family Corvidae). |
|         | Parus Linnaeus, 1758                 | - Pițigoi mare, Parus major - Pițigoi răsăritean, Parus minor (adesea inclus în P. major) - Pițigoi indian, Parus cinereus (split from P. major) - Pițigoi cu spate verde, Parus monticolus |
|         | Machlolophus Cabanis, 1850           | - Pițigoi cu ceafă albă, Machlolophus nuchalis - Pițigoi galben, Machlolophus holsti - Pitigoi de Himalaya, Machlolophus xanthogenys - Pițigoi galben indian, Machlolophus aplonotus - Pițigoi cu obraji galbeni, Machlolophus spilonotus |
|         | Melaniparus Bonaparte, 1850          | - Pițigoi negru cu umerii albi, Melaniparus guineensis - Pițigoi negru cu aripi albe, Melaniparus leucomelas - Pițigoi albastru-negru, Melaniparus niger - Pițigoi namibian, Melaniparus carpi - Pițigoi cu burtă albă, Melaniparus albiventris - Pițigoi negru cu spate alb, Melaniparus leuconotus - Pițigoi fumuriu, Melaniparus funereus - Pițigoi cu burtă ruginie, Melaniparus rufiventris - Pițigoi cu piept scorțișoriu, Melaniparus pallidiventris - Pițigoi cu gât roșu, Melaniparus fringillinus - Pițigoi cu piept dungat, Melaniparus fasciiventer - Pițigoi somalez or Somali Tit, Melaniparus thruppi - Pițigoi cu burtă cenușie, Melaniparus griseiventris - Pițigoi sud-african, Melaniparus cinerascens - Pițigoi cenușiu, Melaniparus afer |

## Specii din România
| Denumirea științifică latină | Denumirea română                                                                                              | Subspecii | Categorie fenologică                                | Populația estimată din România | Statutul IUCN, Imaginea |
| Familia: Paridae | | |                                                     | |                         |
| Cyanistes caeruleus (Linnaeus, 1758), sin. Parus coeruleus Linnaeus, 1758, Parus caeruleus Linnaeus, 1758                            | Pițigoi albastru, Pițigoi vânăt.                                                                              | Cyanistes caeruleus caeruleus (Linnaeus, 1758) | Sedentară, cuibăritore.                             | În România populația este stabilă, iar efectivul speciei a fost estimat la 750.000-1.500.000 de perechi cuibăritoare.                                        | [ 14 ]                  |
| Cyanistes cyanus (Pallas, 1770), sin. Parus cyanus Pallas, 1770                                                                      | Pițigoi azuriu.                                                                                               | Cyanistes cyanus cyanus (Pallas, 1770) | Specie accidentală pentru România, dar necolectată. | Specie foarte rară. | [ 17 ]                  |
| Lophophanes cristatus (Linnaeus, 1758), sin. Parus cristatus Linnaeus, 1758                                                          | Pițigoi moțat                                                                                                 | - Lophophanes cristatus cristatus (Linnaeus, 1758), - Lophophanes cristatus mitratus (C. L. Brehm, 1831). | Sedentară.                                          | Populația din România este considerată stabilă, fiind apreciată la 50.000-150.000 de perechi cuibăritoare.                                                   | [ 21 ]                  |
| Parus major Linnaeus, 1758 | Pițigoi mare, Pițigoi de grădină, Pițigane, Pițigoi de sat, Pițigoi de pomet, Simțivară, Pițigușă, Sucitoare. | Parus major major Linnaeus, 1758 | Sedentară, cuibăritore.                             | În România trăiesc între 3.100.000 și 6.200.000 de perechi cuibăritoare, iar populația este considerată a fi stabilă.                                        | [ 24 ]                  |
| Periparus ater (Linnaeus, 1758), sin. Parus ater Linnaeus, 1758                                                                      | Pițigoi de brădet, Pițigoi mic, Pițigoi negru, Pițigoi puturos, Pițigoi de scoarță, Pițigane mică.            | Periparus ater ater (Linnaeus, 1758) | Sedentară, cuibăritoare.                            | În România cuibăresc între 1.000.000 și 2.000.000 de perechi.                                                                                                | [ 27 ]                  |
| Poecile lugubris (Temminck, 1820), sin. Parus lugubris Temminck, 1820                                                                | Pițigoi de livadă, Pițigoi lugubru, Pițigoi jalnic, Pițigoi sihastru.                                         | - Poecile lugubris lugubris (Temminck, 1820); - Poecile lugubris lugens (C. L. Brehm, 1855 - Pițigoi lugubru dobrogean). | Sedentară, cuibăritoare.                            | În România populația cuibăritoare a speciei este apreciată la 3.000-15.000 de perechi și este considerată stabilă.                                           | [ 30 ]                  |
| Poecile montanus (Conrad von Baldenstein, 1827), sin. Parus montanus Conrad von Baldenstein, 1827, Parus atricapillus Linnaeus, 1766 | Pițigoi de munte, Pițigoi cu cap negru carpatin, Pițigoi cu cap negru transilvănean.                          | - Poecile montanus montanus (Conrad, 1827) (sin. Poecile atricapillus montanus, Parus atricapillus montanus, include Parus atricapillus transsylvanicus Kleinschmidt, 1921 - Pițigoi cu cap negru transilvănean); - Poecile montanus borealis (Sélys-Longchamps, 1843, sin. Parus atricapillus assimilis Brehm 1855 - Pițigoi cu cap negru carpatin). | Sedentară, cuibăritoare                             | În România, efectivul este estimat la 150.000-600.000 perechi cuibăritoare și este considerat a fi stabil.                                                   | [ 34 ]                  |
| Poecile palustris (Linnaeus, 1758), sin. Parus palustris Linnaeus, 1758                                                              | Pițigoi sur, Pițigoi sur, Pițigoi cenușiu, Pițigoi sălbatec.                                                  | - Poecile palustris stagnatilis (C. L. Brehm, 1855, sin. Parus palustris stagnatilis C. L. Brehm, 1855 - Pițigoi sur răsăritean); - Poecile palustris palustris (Linnaeus, 1758, sin. Parus palustris communis Baldenstein, 1827 - Pițigoi sur, include subspecia Parus palustris congrevei Kinnear, 1928 - Pițigoi sur de munte).                    | Sedentară, cuibăritoare                             | România este una dintre țările europene cu cea mai mare populație stabilă de pițigoi sur, aceasta fiind formată din 350.000-700.000 de perechi cuibăritoare. | [ 37 ]                  |

## Specii din Republica Moldova
| Denumirea științifică latină                                                                              | Denumirea română       | Subspecii | Categorie fenologică                            | Populația estimată | Statut IUCN Imagine    |                        |
| Ordinul: Passeriformes                                                                                    | Ordinul: Passeriformes | Ordinul: Passeriformes | Ordinul: Passeriformes                          | Ordinul: Passeriformes | Ordinul: Passeriformes | Ordinul: Passeriformes |
| Familia: Paridae                                                                                          | Familia: Paridae       | Familia: Paridae | Familia: Paridae                                | Familia: Paridae | Familia: Paridae       | Familia: Paridae       |
| --- | ---------------------- | --- | ----------------------------------------------- | --- | ---------------------- | ---------------------- |
| Parus major Linnaeus, 1758                                                                                | Pițigoi mare           | Parus major major Linnaeus, 1758 | Sedentară, cuibăritoare                         | Specie comună, cu un efectiv numeros, estimat în pădurile seculare cu arbori găunoși la 12-15 perechi/ 10 ha. Populația este estimată la 80.000-100.000 de perechi cuibăritoare. | [ 41 ]                 |                        |
| Periparus ater (Linnaeus, 1758), sin. Parus ater Linnaeus, 1758                                           | Pițigoi de brădet      | Periparus ater ater (Linnaeus, 1758)                                                                                                | În pasaj de toamnă, o parte din păsări iernează | Specie rară. Specia a fost observată în Moldova în 1912 de Osterman. Un exemplar este păstrat în Muzeul Național de Etnografie și Istorie Naturală din Chișinău. Au fost văzute cârduri în nordul Moldovei: la 3 decembrie 1957 în pădurea din Tabani și 19 noiembrie 1958 în pădurea din Balatina. Au fost văzute cârduri mici și în parcurile din Chișinău în timpul iernii. | [ 45 ]                 |                        |
| Cyanistes caeruleus (Linnaeus, 1758), sin. Parus coeruleus Linnaeus, 1758, Parus caeruleus Linnaeus, 1758 | Pițigoi albastru       | Cyanistes caeruleus caeruleus (Linnaeus, 1758)                                                                                      | Sedentară, cuibăritoare.                        | Specie comună cu un efectiv în păduri de 4-8 perechi /10 ha. Populația este estimată la 35.000-40.000 de perechi cuibăritoare. | [ 49 ]                 |                        |
| Poecile palustris (Linnaeus, 1758), sin. Parus palustris Linnaeus, 1758                                   | Pițigoi sur            | Poecile palustris palustris (Linnaeus, 1758)                                                                                        | Specie sedentară. Oaspete de iarnă              | Specie comună. Vara în pădurile din lunca Prutului densitatea speciei constituie circa 4-5 perechi la 10 ha. Iarna efectivul ei sporește datorită păsărilor ce vin în Moldova din regiunile nordice ale arealului. Populația este estimată la 2.000-4.000 de perechi cuibăritoare.                                                                                             | [ 53 ]                 |                        |
| Poecile montanus (Conrad von Baldenstein, 1827), sin. Parus montanus Conrad von Baldenstein, 1827         | Pițigoi de munte       | Poecile montanus montanus (Conrad, 1827) (sin. Poecile atricapillus montanus)?, Poecile montanus borealis (Sélys-Longchamps, 1843)? | Sedentară. Oaspete de iarnă.                    | Specie rară. A fost găsit un exemplar în iulie 2006 în Parcul Rîșcani din Chișinău, ulterior în alte locuri din Moldova: mai multe exemplare în iulie 2016 în Donici, raionul Strășeni, 8 exemplare în mai 2016 în pădurea Săseni, raionul Călărași, un exemplar în mai 2016 în Conacul Manuc Bei, raionul Hîncești.                                                           | [ 60 ]                 |                        |
| Lophophanes cristatus (Linnaeus, 1758), sin. Parus cristatus Linnaeus, 1758                               | Pițigoi moțat          | Lophophanes cristatus cristatus (Linnaeus, 1758)                                                                                    | Accidentală, oaspete de iarnă.                  | Specie rară. A fost observată de Osterman în 1912 și Nazarenko în 1953. În Muzeul Național de Etnografie și Istorie Naturală din Chișinău sunt expuse două exemplare. Gauzștein și Ufnarovskii în perioada 1955-1970, au observat de 6 ori această specie iarnă în parcurile din Chișinău și o dată în pădurea din Balatina.                                                   | [ 63 ]                 |                        |